# Canton de Châtel-Guyon
Le canton de Châtel-Guyon est une circonscription électorale française du département du Puy-de-Dôme.

## Histoire
Un nouveau découpage territorial du Puy-de-Dôme entre en vigueur à l'occasion des élections départementales de 2015. Il est défini par le décret du 21 février 2014, en application des lois du 17 mai 2013 (loi organique 2013-402 et loi 2013-403). Les conseillers départementaux sont, à compter de ces élections, élus au scrutin majoritaire binominal mixte. Les électeurs de chaque canton élisent au Conseil départemental, nouvelle appellation du Conseil général, deux membres de sexe différent, qui se présentent en binôme de candidats. Les conseillers départementaux sont élus pour 6 ans au scrutin binominal majoritaire à deux tours, l'accès au second tour nécessitant 12,5 % des inscrits au 1er tour. En outre la totalité des conseillers départementaux est renouvelée. Ce nouveau mode de scrutin nécessite un redécoupage des cantons dont le nombre est divisé par deux avec arrondi à l'unité impaire supérieure si ce nombre n'est pas entier impair, assorti de conditions de seuils minimaux. Dans le Puy-de-Dôme, le nombre de cantons passe ainsi de 61 à 31.

## Découpage administratif
Le canton de Châtel-Guyon est formé de communes des anciens cantons de Riom-Ouest (6 communes) et de Riom-Est (2 communes). Le bureau centralisateur est situé à Châtel-Guyon. Le canton est inclus dans l'arrondissement de Riom, à l'exception de la commune de Châteaugay qui dépend de l'arrondissement de Clermont-Ferrand. De même, toutes les communes appartiennent à la Communauté d'agglomération Riom Limagne et Volcans, sauf Châteaugay rattaché à Clermont Auvergne Métropole.

## Représentation
| Période élective | Période élective | Mandat | Mandat   | Identité            | Nuance | Nuance | Qualité |
| ---------------- | ---------------- | ------ | -------- | ------------------- | ------ | ------ | --- |
| 2015             | 2021             | 2015   | 2021     | Lionel Chauvin      |        | LR     | Expert en assurance Adjoint au Maire de Châtel-Guyon |
| 2015             | 2021             | 2015   | 2021     | Anne-Marie Maltrait |        | DVD    | Médecin retraitée Conseillère municipale de Ménétrol |
| 2021             | 2028             | 2021   | en cours | Lionel Chauvin      |        | LR     | Expert en assurance Adjoint au maire de Châtel-Guyon Président du Conseil départemental du Puy-de-Dôme (depuis 2021) Président du parc naturel régional des volcans d'Auvergne (depuis 2020), |
| 2021             | 2028             | 2021   | en cours | Anne-Marie Maltrait |        | DVD    | Médecin retraitée Conseillère municipale de Ménétrol |

### Résultats détaillés

#### Élections de mars 2015
À l'issue du 1er tour des élections départementales de 2015, deux binômes sont en ballottage : Lionel Chauvin et Anne-Marie Maltrait (Union de la Droite, 32,44 %) et François Cheville et Danièle Privat (PS, 21,1 %). Le taux de participation est de 53,39 % (9 342 votants sur 17 498 inscrits) contre 52,8 % au niveau départemental et 50,17 % au niveau national.
Au second tour, Lionel Chauvin et Anne-Marie Maltrait (Union de la Droite) sont élus avec 52,09 % des suffrages exprimés et un taux de participation de 51,93 % (4 277 voix pour 9 056 votants et 17 438 inscrits).

#### Élections de juin 2021
Le premier tour des élections départementales de 2021 est marqué par un très faible taux de participation (33,26 % au niveau national). Dans le canton de Châtel-Guyon, ce taux de participation est de 36,62 % (6 631 votants sur 18 108 inscrits) contre 36,11 % au niveau départemental. À l'issue de ce premier tour, deux binômes sont en ballottage : Lionel Chauvin et Anne-Marie Maltrait (Union à droite, 48,08 %) et Jérôme de Abreu et Murielle Villedieu (Union à gauche, 38,85 %).
Le second tour des élections est marqué une nouvelle fois par une abstention massive équivalente au premier tour. Les taux de participation sont de 34,36 % au niveau national, 37,4 % dans le département et 38,2 % dans le canton de Châtel-Guyon. Lionel Chauvin et Anne-Marie Maltrait (Union à droite) sont élus avec 56,1 % des suffrages exprimés (3 680 voix pour 6 917 votants et 18 109 inscrits),,.

## Composition
Le canton de Châtel-Guyon comprend huit communes entières.
| Nom                                  | Code Insee | Intercommunalité            | Superficie (km2) | Population (dernière pop. légale) | Densité (hab./km2) | Modifier                                    |
| ------------------------------------ | ---------- | --------------------------- | ---------------- | --------------------------------- | ------------------ | ------------------------------------------- |
| Châtel-Guyon (bureau centralisateur) | 63103      | CA Riom Limagne et Volcans  | 14,06            | 6 294 (2022)                      | 448                | modifier les données · modifier les données |
| Châteaugay                           | 63099      | Clermont Auvergne Métropole | 9,08             | 3 143 (2022)                      | 346                | modifier les données · modifier les données |
| Enval                                | 63150      | CA Riom Limagne et Volcans  | 4,87             | 1 581 (2022)                      | 325                | modifier les données · modifier les données |
| Malauzat                             | 63203      | CA Riom Limagne et Volcans  | 5,99             | 1 160 (2022)                      | 194                | modifier les données · modifier les données |
| Marsat                               | 63212      | CA Riom Limagne et Volcans  | 4,08             | 1 452 (2022)                      | 356                | modifier les données · modifier les données |
| Ménétrol                             | 63224      | CA Riom Limagne et Volcans  | 8,94             | 1 641 (2022)                      | 184                | modifier les données · modifier les données |
| Mozac                                | 63245      | CA Riom Limagne et Volcans  | 4,05             | 3 889 (2022)                      | 960                | modifier les données · modifier les données |
| Volvic                               | 63470      | CA Riom Limagne et Volcans  | 27,78            | 4 779 (2022)                      | 172                | modifier les données · modifier les données |
| Canton de Châtel-Guyon               | 6309       |                             | 78,85            | 23 939 (2022)                     | 304                | modifier les données                        |

## Démographie
En 2022, le canton comptait 23 939 habitants, en évolution de +3,08 % par rapport à 2016 (Puy-de-Dôme : +2,1 %, France hors Mayotte : +2,11 %).
| 2013   | 2018   | 2022   |
| ------ | ------ | ------ |
| 22 870 | 23 422 | 23 939 |